# تفكير فوق معرفي
ظهر مفهوم «فوق المعرفي» في بداية السبعينات ليضيف بُعدًا جديدًا في مجال علم النفس المعرفي،
ويفتح الباب للدراسات التجريبية والمناقشات النظرية في موضوعات الذكاء والتفكير والذاكرة والاستيعاب ومهارات التعلم.

## أول من أشار إليه
التفكير فوق المعرفي أول من أشار إليه: فلافيل Flavel الذي اهتم بكيفية قيام المتعلم بفهم نفسه كمتعلم، أي قدرته على التخطيط والمتابعة والتقويم لعمله. بعد ذلك تطور الاهتمام بهذا المفهوم في عقد الثمانينات على المستويين: النظري والتطبيقي، ولا يزال يلقى الكثير من الاهتمام نظرا لارتباطه بنظريات الذكاء والتعلم واستراتيجيات حل المشكلة واتخاذ القرار.

## طبيعته وتعريفه
قد استخدمت مصطلحات وراء المعرفة، وماوراء الإدراك، والميتامعرفة، والتفكير في التفكير، والوعي بالتفكير كمترادفات لمفهوم " ما فوق المعرفة Metacognition, وطرح العديد من التعريفات لهذا المصطلح، ومنها:
تعريف Bruer عام 1995 :«قدرة الفرد على التفكير في مجريات التفكير أو حوله».
تعريف Swanson عام 1996 : «ترجمة وعي الفرد وقدرته على أن يراقب، ويكيف، وينظم نشاطاته المعرفية فيما يتعلق بالتعلم».

## الأهمية التربوية للتفكير فوق المعرفي
يؤكد إبراهيم أن التفكير وراء المعرفي يمثل أعلى مستويات النشاط العقلي الذي يجعل الفرد واعيا بذاته، ذلك لأنه مستوى من التفكير المعقد الذي يتعلق بمراقبة الفرد لكيفية استخدام عقله.
وينقل بهلول إجماع عدد من التربويين على أن استخدام التلاميذ لاستراتيجيات ما وراء المعرفة في مواقف التعلم المختلفة يساعد على توفير بيئة تعليمية تثير التفكير، ويمكن أن تسهم في تحقيق التالي:
- تحسين قدرة المتعلم على الاستيعاب.
- تحسين قدرة المتعلم على اختيار الإستراتيجية الفاعلة والأكثر مناسبة.
- زيادة قدرة المتعلم على التنبؤ بالآثار المترتبة على استخدام إحدى الاستراتيجيات دون غيرها.
- مساعدة المتعلم على القيام بدور إيجابي في جمع المعلومات وتنظيمها ومتابعتها وتقييمها في أثناء علمية التعلم.
- زيادة قدرة المتعلم على استخدام المعلومات وتوظيفها في مواقف التعلم المختلفة.
- تحقيق تعلم أفضل من خلال زيادة قدرة المتعلم على التفكير بطريقة أفضل.
- تنمية الاتجاه نحو دراسة المادة.
- استخدام المتعلم لاستراتيجيات ماوراء المعرفة في المواقف التعليمية المختلفة، وهو أحد متطلبات التفكير الأساسي.

## مكونات ما وراء المعرفة
ذكر نقلاً عن فلافيل (Flavell, 1979) أن هناك مكونان أساسيان لما وراء المعرفة هما:
1- معرفة ما وراء المعرفة: وتتكون بشكل أساس من المعرفة، والمعتقدات المتعلقة بالعوامل والمتغيرات التي تتفاعل معاً، لتنتج أعمالاً، أو مخرجات معرفية. وتتضمن ثلاثة عناصر هي:
أ‌. معرفة الشخص: وتشمل كل ما تفكر به حول طبيعتك، وطبيعة غيرك من الناس كمعالجين للمعرفة. ويمكن تقسيمها إلى تقسيمات فرعية مثل: المعتقدات حول الفروق الفردية بنوعيها:
الفروق ضمن الفردية: كاعتقادك بأنك تستطيع أن تتعلم معظم الأشياء، عن طريق الاستماع بدلاً من القراءة.
الفروق بين الفردية: مثل اعتقادك بأن أحد أصدقائك يتصف بحساسية اجتماعية أكثر من غيره.
ب. معرفة المهمة: وتهتم بالمعلومات المتوافرة للمتعلم خلال العملية المعرفية، فربما تكون هذه المعلومات وفيرة أو ضئيلة، مألوفة أو غير مألوفة، مكررة أو مكثفة، منظمة أو غير منظمة، ومقدمة بهذه الطريقة أو تلك، ممتعة أو مملة، تتمتع بالثقة أو عديمة الثقة، وهكذا. وعليه، فإن معرفة ما وراء المعرفة تتمثل بالطرقة المثلى لإدارة هذه العمليات المعرفية، وإلى أي مدى يمكن أن تنجح في تحقيق الهدف، ومدى قدرة الفرد على أن يحدد أن بعض الأعمال المعرفية المطلوبة أكثر من غيرها لكنها أصعب، كأن يستطيع تذكر خلاصة قصة ما، أكثر من تذكر تفاصيل جزئية فيها.
ج. معرفة الإستراتيجية: وتتعلق بالكميات الهائلة من المعلومات، التي يمكن اكتسابها بخصوص الأماكن التي تكون فيها الاستراتيجيات فاعلة في تحقيق الأهداف الرئيسة والثانوية، فربما يعتقد الطالب مثلاً، أن أفضل طريقة للتعلم وحفظ المعلومات، هي الانتباه إلى النقاط الرئيسة في النص، وتكرارها مع نفسه وبلغته الخاصة، إضافة إلى الوعي بالتعلم الذاتي للفرد، ومعرفة كيف نزود هذه المعرفة في مواقف محددة.
د‌. خبرات ما وراء المعرفة: وهي قد تكون قصيرة أو طويلة الأمد، وبسيطة أو معقدة في محتواها، وأنها تحصل عادة في المواقف التي تتطلب كثيراً من الحذر، والتفكير الواعي، مشيراً إلى أن لخبرات ما وراء المعرفة تأثيراً كبيراً على الأهداف والمهمات المعرفية، ومعرفية ما وراء المعرفة، والأفعال المعرفية أو الاستراتيجيات المعرفية، وذلك كالتالي:
1- تستطيع هذه الخبرات أن تقود الفرد إلى وضع أهداف جديدة، وأن تراجع أو تلغي القديمة منها.
2	- إن خبرات ما وراء المعرفة، تؤثر في معرفة ما وراء المعرفة، عن طريق إضافة شيء ما إليها، أو حذف شيء منها، أو تعديلها.
3- إن خبرات ما وراء المعرفة، يمكن أن تنشط الاستراتيجيات التي تسعى إلى تحقيق الأهداف.

## مواضيع متعلقة
تعليم التفكير